# Sarkoplasmatiskt retikulum
Sarkoplasmatiskt retikulum, från grekiska σάρξ sarx ("kött"), är ett system av rörliknande endoplasmatiskt retikulum i muskelceller som löper utmed myofibrillerna. Detta system är rikt på kalcium, vilket behövs då muskeln kontraheras, det vill säga då den dras samman. När en nervsignal/aktionspotential når slutet på neuronen öppnas kalciumkanaler, varpå neuronen frisläpper acetylkolin som påverkar jonkanaler i muskelcellen att alstra en elektrisk impuls. Då denna impuls når sarkoplasmatiskt retikulum avger detta det kalcium som den bär på. Därefter fäster sig kalciumjonerna på troponin, som sitter fast på tropomyosin och möjliggör kontraktion av muskeln. 